# دوشان أندريتش
دوشان أندريتش (8 مايو 1948 بنيكشيتش في الجبل الأسود - ) هو لاعب كرة قدم مونتينيغري في مركز الوسط. لعب مع النجم الأحمر بلغراد وسبارتاك سوبتيتسا ونادي سوتيسكا نيكشيتش ونادي فويفودينا ونادي فوبرتال الرياضي.

## وصلات خارجية
- دوشان أندريتش على موقع قاعدة بيانات كرة القدم.إي يو (الإنجليزية)
- دوشان أندريتش على موقع بيانات كرة القدم. دي إي (الألمانية)